# Jacob Ludwig Schellenberg
Jacob Ludwig Schellenberg (* 16. April 1728 in Grävenwiesbach; † 8. März 1808 in Bierstadt) war ein deutscher evangelischer Geistlicher und Pädagoge.

## Leben

### Familie
Jacob Ludwig Schellenberg war der Sohn des Pfarrers Johann Jakob Schellenberg (* 7. Mai 1687 in Usingen; † 13. April 1754 in Heftrich) und dessen Ehefrau, der Pfarrerstochter, Dorothea Hedwig (geb. Schlosser) (* 2. Juli 1695 in Grävenwiesbach; † 19. Januar 1776 in Bleidenstadt im Taunus); er hatte noch sechs Geschwister, zu diesen gehörte unter anderem auch der spätere Rektor des Gymnasiums (siehe Gymnasium Philippinum Weilburg) in Weilburg Johann Anton Philipp Schellenberg (* 23. April 1740 in Altweilnau; † 5. Februar 1820 in Weilburg).
Er heiratete am 17. April 1759 in Idstein Charlotte Sophie Christiane (* 12. Juni 1738 in Idstein; † 10. Januar 1800 in Bierstadt), die Tochter von Johann Andreas Ibell (1703–1782), Rentmeister in Saarbrücken, und dessen Ehefrau Marie Friederike Dorothea (1713–1792), die Tochter des Rentmeisters Johann Müller; gemeinsam hatten sie sechs Söhne und drei Töchter.
Zu seinen Kindern gehörte der Pfarrer Karl Adolph Gottlob Schellenberg und der Buchhändler, Buchdrucker und Verleger Ludwig Schellenberg. Seine Tochter Marie Eleonore Schellenberg (* 8. März 1762 in Idstein; † 3. April 1847 in Hachenburg) war verheiratet mit dem Jugendschriftsteller Emil Ludwig Philipp Schröder.
Sein Schwager war der nassauische Amtmann des Amtes Wehen, Carl Ibell; dessen Sohn war spätere Regierungspräsident der Landgrafschaft Hessen-Homburg Carl Friedrich Emil von Ibell.

### Werdegang
Jacob Ludwig Schellenberg verbrachte seine Jugend in Altweilnau und Heftrich und besuchte seit 1741 das Gymnasium in Idstein. 1748 immatrikulierte er sich zu einem Theologiestudium an der Universität Halle und unterrichtete dort bereits in den lateinischen Klassen an den Franckeschen Anstalten (siehe Franckesche Stiftungen).
Nach Beendigung des Studiums wurde er am 6. Januar 1752 Collaborator am Gymnasium in Idstein und dort 1758 zum Prorektor ernannt. Zu seinen Schülern gehörte unter anderem der spätere Schulleiter Johann Friedrich Neidhart.
Er wurde 1765 zweiter Prediger an der Evangelischen Laurentiuskirche Usingen und seit 1773 war er zugleich auch Leiter der von ihm gegründeten Lateinschule in Usingen.
1777 erfolgte seine Wahl zum Pfarrer in Bierstadt. 